# لينكس أستراليا
 لينكس أستراليا  (بالإنجليزية: Linux Australia)‏ هي منظمة أسترالية وطنية تعنى بشؤون لينكس. تاسست في عام 1997, وادرجت رسميا في نيوساوث ويلز على أنها منظمة غير ربحية بحلول عام 1999. لينكس أستراليا تهدف لتمثيل مجتمع لينكس الأسترالي وتقديم الدعم والتعاون مع مجموعات مستخدمي لينكس في أستراليا.
ينتخب المجلس التنفيذي من طرف أعضاء المنظمة سنويا ديمقراطي، وبالتالي المجلس يتغير كل سنة. العضوية مفتوحة لأي شخص لديه اهتمام في تعزيز أهداف وغايات المنظمة.
المجلس التنفيذي لعام 2010 هو :
- John Ferlito (الرئيس)
- Lindsay Holmwood (نائب الرئيس)
- Joshua Hesketh (امين الصندوق)
- Peter Lieverdink (السكرتير)
- Mike Carden
- Alice Boxhall
- Elspeth Thorne

## وصلات خارجية
- الرئيسية